# SS Kronprinzessin Cecilie
O SS Kronprinzessin Cecilie foi um navio de passageiros alemão operado pela Norddeutscher Lloyd e construído pelos estaleiros da AG Vulcan Stettin em Estetino. Foi a quarta embarcação da Classe Kaiser de transatlânticos depois do SS Kaiser Wilhelm der Grosse, SS Kronprinz Wilhelm e SS Kaiser Wilhelm II. Ele foi nomeado em homenagem a princesa Cecília de Mecklemburgo-Schwerin, esposa de Guilherme, Príncipe Herdeiro da Alemanha. O navio foi lançado ao mar em dezembro de 1906 e realizou sua viagem inaugural em julho de 1907.
O Kronprinzessin Cecilie era o mais luxuoso de seus irmãos, gozando de grande popularidade entre os passageiros do Atlântico desde sua estreia até o início da Primeira Guerra Mundial em 1914. Quando o conflito estouro o navio estava no meio de uma travessia indo para a Alemanha carregando grandes quantidades de ouro e prata. A tripulação não queria arriscar captura caso continuassem rumo a Europa, assim eles pintaram suas chaminés no estilo White Star Line para enganar os britânicos e voltaram para o neutro Estados Unidos, aportando em Bar Harbor, Maine. Em seguida a embarcação foi levada para Boston, onde ficou pelos três anos seguintes.
Os Estados Unidos entrou na guerra contra os alemães e tomou o Kronprinzessin Cecilie em fevereiro de 1917, convertendo-o em um navio de transporte de tropas e renomeando-o como USS Mount Vernon. A embarcação transportou milhares de tropas para as zonas de conflito, sobrevivendo a um torpedo de u-boot em setembro de 1918. Ele permaneceu em mãos norte-americanas ao final do conflito e foi descomissionado em setembro de 1919. O Mount Vernon foi deixado ancorado na Baía de Chesapeake em uma espécie de limbo até o começo da Segunda Guerra Mundial, quando foi finalmente desmontado como sucata em Baltimore em 1940.